# Драбовцы
Дра́бовцы (укр. Драбівці) — село в Золотоношском районе Черкасской области Украины.

## Географическое положение
Расположено на реке Золотоношке, в 12 км к северу от районного центра — города Золотоноша и в 8 км от железнодорожной станции Пальмира, на автодороге Т2403.

## История
В июле 1995 года Кабинет министров Украины утвердил решение о приватизации находившегося здесь совхоза.
Население по переписи 2001 года составляло 697 человек.
В селе находится деревянная Свято-Троицкая  церковь XVIII века — памятник национального значения.

## Местный совет
19731, Черкасская обл., Золотоношский р-н, с. Драбовцы